# Gießener Hütte
Die Gießener Hütte ist eine Schutzhütte der Sektion Gießen-Oberhessen des Deutschen Alpenvereins. Sie liegt in den südlichen Hohen Tauern auf 2215 m ü. A. Höhe in der Ankogelgruppe und ist Ausgangspunkt für Wanderungen und Bergtouren rund um die Hochalmspitze.

## Geschichte
1913 wurde die alte Gießener Hütte erbaut, die am 31. März 1975 eine Lawine zerstörte. Am 28. August 1977 wurde die neue Gießener Hütte eingeweiht.

## Zugänge
- mit dem PKW von Malta über Koschach, durch den Gößgraben über die Kohlmayrhütte bis zum Parkplatz Gößkarspeicher, zu Fuß bis zur Hütte, Gehzeit: 1½ Stunden
- mit dem Bus bis Malta / Zirmhof, Aufstieg auf der Fahrstraße, Gehzeit: 6 Stunden

## Tourenmöglichkeiten

### Übergänge zu Nachbarhütten
- Arthur-von-Schmid-Haus über die Mallnitzer Scharte (2672 m), Gehzeit: 3½ Stunden
- Celler Hütte über die Lassacher-Winklscharte (2862 m), Gehzeit: 4 Stunden
- Reißeckhütte über Kaponigtörl (2692 m) und Zwenberger Törl (2729 m), Gehzeit: 8 Stunden
- Hannoverhaus, Gehzeit: 7½ Stunden
- Osnabrücker Hütte über Steinerne Mannl (3123 m) und Preimlscharte (2966 m), Gehzeit: 6 Stunden

### Gipfelbesteigungen
- Hochalmspitze (3360 m), Gehzeit: 3½ Stunden
- Säuleck (3086 m), Gehzeit: 3½ Stunden
- Schneewinkelspitze (3016 m), Gehzeit: 2½ Stunden
- Winterleitenkopf (2518 m), Gehzeit: ¾ Stunde